# Grafton (New Hampshire)
Grafton ist der Name einer Town im Grafton County des US-Bundesstaates New Hampshire in Neuengland. Das U.S. Census Bureau hat bei der Volkszählung 2020 eine Einwohnerzahl von 1.385 ermittelt. Wie auch das County ist die Gemeinde nach Augustus FitzRoy, 3. Duke of Grafton benannt. Dieser war ein proamerikanisch eingestellter Politiker in England vor der Revolution und ein Verwandter Gouverneur Benning Wentworths.

## Geographie

### Lage
Grafton liegt im Süden von Grafton County an der Grenze zu Merrimack und Sullivan County. Historische Beschreibungen nennen das Gelände hügelig bis bergig, teils felsig, aber teilweise auch fruchtbar.

### Nachbargemeinden
Angrenzend liegen im Nordwesten Canaan, im Norden Orange und Alexandria, im Osten Danbury und Wilmot, im Süden Springfield in Sullivan County sowie Enfield im Westen.

### Gemeindegliederung
Orte sind East Grafton, Grafton Center, Robinson Corner.

### Berge
Höchste Erhebung ist der Melvin Mountain mit 663 Metern im Nordosten, Isinglass Mountain, 541 Meter und Ford Hill, 516 Meter, liegen im Westen. Dazwischen liegt das Tal des Smith River.

### Gewässer
Der Smith River entspringt im Norden von Grafton und hat hier mehrere Zuflüsse, darunter Whittier, Mill und Hoyt Brook von links, Manfeltree, Halfmoon Pond und Smith Brook von rechts. Im Westen entspringt Bicknell Brook, ein Zufluss des Mascoma River, der in den Connecticut River mündet. Der Bog Brook südlich davon fließt zunächst in die entgegengesetzte Richtung, entwässert aber über den Sugar River ebenfalls in den Connecticut. Der Wild Meadow Brook mündet in Danbury in den Smith River. Größter See ist der Grafton Pond im Westen, Tewksbury Pond und Kilton Pond liegen im Tal des Smith River und werden von diesem durchflossen.

## Geschichte
Eine Siedlungskonzession unter dem Namen Grafton für die spätere Town wurde erstmals am 14. August 1761 bewilligt, jedoch gut ein Jahr später, am 27. Dezember 1762, wieder zurückgegeben. Eine erneute Konzession datiert auf den 12. September 1769, an andere Konzessionäre und Eigentümer, unter dem gleichen Namen. Auf Antrag der Einwohner wurde Grafton am 11. November 1778 als unabhängige Gemeinde im Sinne einer staatlichen Gebietskörperschaft gegründet. Die eigentliche Besiedlung begann mit der Ankunft des ersten Siedlers im Mai 1772 und schritt danach schnell voran. 1773 wohnten bereits über 100 Menschen in Grafton. 1800 wurde die erste Gemeinde gegründet und im gleichen Jahr die Union Church in Grafton Center gebaut. Die Union Church in East Grafton entstand 1843, ebenfalls als Gemeinschaftswerk von Methodisten, Baptisten und Christen. 1847 wurde die Bahnstrecke Concord–White River Junction eröffnet. Grafton hatte zwei Bahnhöfe, Grafton und Grafton Center, später Cardigan, und Abstellgleise für 117 Waggons. 1859 wird ein Ort namens Bungtown erwähnt, ein Gewerbeviertel, das seinen Namen nach einem Unfall mit Fassstoppern (am.–engl. „bung“) trug. Zu dieser Zeit hatte Grafton neben erwähnten Kirchen zwei Postämter, in Grafton und Grafton Centre, und war in 13 Schulbezirke unterteilt. Neben dem am Isinglass Mountain abgebauten Glimmer war Holzkohle ein wichtiges Produkt, von dem im Jahr 12.000 Bushel gebrannt wurden. An Einnahmen werden im Jahr 1875 unter anderem 1.000 Dollar aus der Beherbergung von Sommergästen angegeben. In Grafton gab es ein Hotel, zehn Schulen waren durchschnittlich zwölf Wochen im Jahr geöffnet. 1885 waren es noch elf Schulbezirke mit insgesamt 200 Schülern, vier Lehrern und 14 Lehrerinnen. Erwähnt wurden drei Dörfer, Grafton Center, Grafton und East Grafton, die beiden ersteren jeweils mit Postamt und Bahnhof. East Grafton war eine kleinere Siedlung im Osten der Gemeinde, am Zusammenfluss von Whittier und Mill Brook. Es gab fünf Sägemühlen, von denen eine daneben Cider produzierte. Neben Sägeholz gehörten Schindeln, Latten und Fassadenbretter zu den Erzeugnissen. Die einzige Kornmühle, in Grafton Center gelegen, war wasserbetrieben.

### Bevölkerungsentwicklung
| Volkszählungsergebnisse – Grafton, New Hampshire | Volkszählungsergebnisse – Grafton, New Hampshire | Volkszählungsergebnisse – Grafton, New Hampshire | Volkszählungsergebnisse – Grafton, New Hampshire | Volkszählungsergebnisse – Grafton, New Hampshire | Volkszählungsergebnisse – Grafton, New Hampshire | Volkszählungsergebnisse – Grafton, New Hampshire | Volkszählungsergebnisse – Grafton, New Hampshire | Volkszählungsergebnisse – Grafton, New Hampshire | Volkszählungsergebnisse – Grafton, New Hampshire | Volkszählungsergebnisse – Grafton, New Hampshire |
| Jahr                                             | 1786                                             | 1790                                             | 1800                                             | 1810                                             | 1820                                             | 1830                                             | 1840                                             | 1850                                             | 1860                                             | 1870                                             |
| ------------------------------------------------ | ------------------------------------------------ | ------------------------------------------------ | ------------------------------------------------ | ------------------------------------------------ | ------------------------------------------------ | ------------------------------------------------ | ------------------------------------------------ | ------------------------------------------------ | ------------------------------------------------ | ------------------------------------------------ |
| Einwohner                                        | 354                                              | 403                                              | 628                                              | 931                                              | 1094                                             | 1207                                             | 1201                                             | 1259                                             | 1150                                             | 907                                              |
| Jahr                                             | 1880                                             | 1890                                             | 1900                                             | 1910                                             | 1920                                             | 1930                                             | 1940                                             | 1950                                             | 1960                                             | 1970                                             |
| Einwohner                                        | 934                                              | 787                                              | 748                                              | 641                                              | 554                                              | 539                                              | 552                                              | 442                                              | 348                                              | 370                                              |
| Jahr                                             | 1980                                             | 1990                                             | 2000                                             | 2010                                             | 2020                                             | 2030                                             | 2040                                             | 2050                                             | 2060                                             | 2070                                             |
| Einwohner                                        | 739                                              | 924                                              | 1138                                             | 1340                                             | 1385                                             |                                                  |                                                  |                                                  |                                                  |                                                  |

## Politik
Die Gemeinde Grafton wird durch ihre Bürger direktdemokratisch selbstverwaltet. In vorberatenden Gemeindeversammlungen („town meetings“) werden Beschlussvorschläge erarbeitet, welche im Rahmen von Bürgerentscheiden angenommen oder abgelehnt werden. Das gewählte „Board of selectmen“ setzt die Beschlüsse der Bürger um und beaufsichtigt die Gemeindeverwaltung.
Grafton galt als eine der Hochburgen des Free State Project. Dabei war es Schauplatz eines entsprechenden Experimentes im kleineren, auf die Gemeinde beschränktem Umfang. Die folgende Kürzung des öffentlichen Haushalts ließ die Infrastruktur verkommen; die Ideologie des Laissez-faire führte zu einer Schwarzbär-Plage.
2016 wurde das Projekt in Grafton als gescheitert bezeichnet.

## Wirtschaft und Infrastruktur

### Öffentliche Einrichtungen
Die Polizei von Grafton ist in Vollzeit tätig, medizinischer Notdienst und Feuerwehr werden von Freiwilligen besorgt. Das nächstgelegene Krankenhaus ist das New London Hospital in New London in Sullivan County. Wasserver- und Abwasserentsorgung erfolgen mittels privater Brunnen und Abwassertanks, die Teilnahme am Recycling ist vorgeschrieben. Grafton hat eine Bibliothek, die Grafton Public Library, und gehört zum Mascoma Valley Regional Schulbezirk.

### Verkehr
Durch Grafton verläuft die US-4, die New Hampshire Route NH-4A durchquert das Gemeindegebiet im Westen auf einem kurzen Stück. Die nächstgelegenen Interstates sind die Interstate 89 und Interstate 93, jeweils rund 30 Kilometer entfernt. In Bristol liegt der Newfound Valley Airport mit Asphaltpiste, der nächstgelegene Flughafen ist der Lebanon Municipal Airport in Lebanon in rund 42 Kilometern Entfernung. Auf der Trasse der Bahnstrecke verläuft der Northern Rail Trail.

## Sehenswürdigkeiten
- Ruggles Mine

## Personen
- Monroe Heath (1827–1894), Politiker
- Cyrus A. Sulloway (1839–1917), Politiker